# Craig Thomas (scrittore)
Craig David Owen Thomas (Cardiff, 24 novembre 1942 – Londra, 8 aprile 2011) è stato uno scrittore gallese di techno thriller, conosciuto soprattutto per la serie di Mitchell Gant.
Ha usato anche lo pseudonimo di David Grant.

## Biografia
Craig ha studiato alla High School ed all'University College di Cardiff, ottenendo il Master nel 1967. Dopo essere divenuto insegnante di inglese è stato docente alla Shire Oak School di Brownhills, West Midlands. Un suo testo ha ispirato nel 1972 il film Au Pair Girls (Le femmine sono nate per fare l'amore), diretto da Val Guest; e dal suo più noto romanzo Firefox, del 1977, è stato tratto il film di successo Firefox - Volpe di fuoco, del 1982, diretto e interpretato da Clint Eastwood. Tra gli altri romanzi Snow Falcon, A Different War e Winter Hawk, ancora con il personaggio di Mitchell Gant. Anche se l'invenzione del genere techno-thriller è spesso attribuita al più noto Tom Clancy, molti ritengono che Thomas sia stato il suo vero iniziatore.
La maggior parte dei romanzi di Thomas si svolge all'interno dell'MI6 e spesso sono presenti i personaggi di sir Kenneth Aubrey e Patrick Hyde.

## Opere
- Rat Trap, Joseph Michael, Londra, 1976
- Firefox, Londra, Michael Joseph, 1977.
- Wolfsbane, Michael Joseph, Londra, 1978
- Moscow 5000, Joseph Michael, Londra, 1979 (come David Grant)
- Snow Falcon, Joseph Michael, Londra, 1980
- Emerald Decision, Joseph Michael, Londra, 1980 (come David Grant)
- Sea Leopard, Joseph Michael, Londra, 1981
- Tiger Jade, Joseph Michael, Londra, 1982
- Firefox Down, Joseph Michael, Londra, 1983
- The Bear's Tears, Michael Joseph, Londra, 1985 (pubblicato negli Stati Uniti, Lion's Run)
- Winter Hawk (Winter Hawk, Collins, Londra, 1987), traduzione di Roberta Rambelli, Rusconi, 1988
- All the Grey Cats, Collins, Londra, 1988 (pubblicato negli Stati Uniti come Wildcat, 1989)
- The Last Raven, Collins, Londra, 1990, L'ultimo corvo , traduzione di Nuccia Agazzi, Sperling & Kupfer, 1994
- A Hooded Crow, HarperCollins, Londra, 1992
- Playing with Cobras, HarperCollins, Londra, 1993
- A Wild Justice, HarperCollins, Londra, 1995
- A Different War, Little Brown, 1997
- Slipping into Shadow, Little Brown, 1998